# حرشف
حرشف (و ينطق كذلك: حريشاف)، هو إله مصري قديم ويعني اسمه باللغة المصرية القديمة «الذي على ضفاف بحيرته»، وكتب اسمه باللغة اليونانية (Ἁρσαφής - أرسافيس أو هارسافيس)، وهو إله على هيئة الكبش تركزت عبادته في إهناسيا الحالية. وقد تم توحيده مع رع وأوزير في الديانة المصرية القديمة، وكذلك تم توحيده مع ديونيسوس أو هرقل في الديانة اليونانية القديمة. وربما يكون الدمج مع هرقل له علاقة بحقيقة أنه في أوقات لاحقة اسمه قد إعيد تحويره أحيانا إلى حري شفت بمعنى «من يملك القوة العظيمة جداً». وكان من بين ألقابه «حاكم ضفاف النهر»، كما كان حرشف من آلهة الخلق والخصوبة وقد ولد من المياه البدائية (نوو)، وتم تصويره على هيئة رجل برأس كبش، أو على شكل كبش كامل.

## الهوامش
1. 1 2  Forty, Jo. Mythology: A Visual Encyclopedia, Sterling Publishing Co., 2001, p. 84.
2. ↑  Antoninus Liberalis, Metamorphoses 28 (trans. Celoria) (Greek mythographer 2nd century AD)
3. ↑    - Hart، George (2005). "Heryshaf". The Routledge dictionary of Egyptian gods and goddesses (ط. 2nd). London, New York: Routledge. ص. 68–69. ISBN:978-0-415-36116-3. OCLC:57281093. مؤرشف من الأصل في 2017-03-09. اطلع عليه بتاريخ 2009-12-16.

## اقرأ أيضا
- مقبرة حرشف حوتب

==